# Copa Profesional de Microfútbol Femenina 2012 (Colombia)
La Copa Postobon de Microfútbol 2012 es la tercera edición de la Copa Profesional de Microfútbol Femenina. Comenzará a disputarse el 1 de julio. Con la ampliación de dos equipos en comparación al año anterior, adicionándose este año Caribeñas y Eliconías del Caquetá. El campeón de esta edición fue Cali Juniors obteniendo además su segundo título y de forma consecutiva.

## Sistema de juego
En la primera fase se jugará en 10 fechas bajo el sistema de todos contra todos divididos en dos grupos de 6 equipos cada uno. Los cuatro primeros de cada grupo avanzaran a cuartos de final en partidos de ida y vuelta, para conocer los semifinalistas y posteriormente a los dos finalistas de la tercera versión femenina de la Copa postobón de Microfútbol Femenina.
En caso de haber empate en puntos dentro de la tabla de posiciones de la fase todos contra todos, se definirá el orden de clasificación teniendo en cuenta los siguientes criterios, en orden de preferencia:
1. Mayor diferencia de goles.
2. Mayor número de goles a favor.
3. Mayor número de goles a favor como visitante.
4. Menor número de goles en su contra como visitante.
5. Por sorteo

## Datos de los clubes
| Equipo                   | Entrenador | Departamento    | Ciudad       | Coliseo                             | Aforo |
| ------------------------ | ---------- | --------------- | ------------ | ----------------------------------- | ----- |
| Bogotá FS                |            | Bogotá          | Bogotá       |                                     |       |
| Caimanas de Cundinamarca |            | Cundinamarca    | Madrid       | Coliseo Cubierto de Madrid          |       |
| Cali Juniors             |            | Valle del Cauca | Cali         | Coliseo Evangelista Mora            |       |
| Camaritas FS             |            | Casanare        | Yopal        | Coliseo 20 de Julio                 |       |
| Caribeñas                |            | Atlántico       | Barranquilla | Coliseo Elias Chewin                | 1.500 |
| Eliconías                |            | Caquetá         | Florencia    | coliseo cubierto Juan Viessi        | 2.000 |
| Pijaos Tolima            |            | Tolima          | Ibagué       | Coliseo Enrique Triana Castilla     | 3.000 |
| Heroínas de Tunja FSC    |            | Boyacá          | Tunja        | Coliseo Municipal de Duitama        |       |
| Mulatas                  |            | Bolívar         | Cartagena    | Coliseo Northon Madrid              | 1.500 |
| Paisitas de Antioquia FS |            | Antioquia       | Medellín     | Polideportivo Tulio Ospina de Bello | 6.500 |
| Real Bumanguesas         |            | Santander       | Bucaramanga  | Coliseo Edmundo Luna Santos         |       |
| Real Caldas              |            | Caldas          | Manizales    | Coliseo Menor de Manizales          | 1.700 |